# やすらぎの館
「やすらぎの館」（やすらぎのやかた）は、藤子・F・不二雄（発表時は藤子不二雄名義）の読み切り漫画作品。1974年（昭和49年）『ビッグコミック』12月10号に掲載された。ゴールデンコミックス『異色短編集』第2巻、愛蔵版『SF全短篇』第1巻や、『藤子・F・不二雄 SF短編PERFECT版』第2巻などのSF短編集に収録。

## あらすじ
とある大企業の社長を務める男は、その立場上、捌け口はなく、また自身が癌ではないかという疑いを持っており、そのうえ会社の乗っ取り計画を察知した事で神経は極度に張り詰めて疲れきっていた。精神的に参っていた彼は、友達の医者から会員制クラブ「やすらぎの館」を紹介された。このクラブの会員には各界のトップクラスの人間がずらりと並んでいるというのだが…。

## 登場人物
主人公
大企業の社長。社会のトップに君臨するに相応しい能力を持ち、周囲は彼を頼りにし、服従し、叱られまとわりついている。だが、その彼自身には自分より大きな存在がなく、甘えたり訴えたり泣いたりするような存在がないことに虚無感を抱いている。
おかあちゃん
会員制クラブ「やすらぎの館」のホステス。巨人症により非常に大柄の女性で、催眠術のような眼力を持っている。
友人
主人公の友人で医師。会員制クラブ「やすらぎの館」を主人公に紹介する。
太一
主人公の息子で海外担当重役。
専務
会社の失態を次の総会でつつかれないように「対策」を立てている。心強い部下であり、太一からも信頼されている。
三郎
主人公の息子。学生運動で逮捕され勾留されていたが、父親の根回しにより釈放される。口は達者だが、仲間の名前を警察に売ったり、母親に泣いて出してもらうように頼んだりするなど、内面はまだ幼い。